# Fred Herzog (Fotograf)
Fred Herzog (* 21. September 1930 in Bad Friedrichshall als Ulrich Herzog; † 9. September 2019 in Vancouver) war ein deutsch-kanadischer Fotograf, der vor allem für seine farbigen Straßenaufnahmen aus Vancouver bekannt wurde. Ab den 1950er-Jahren dokumentierte er das Alltagsleben der Stadt auf Kodachrome-Film – zu einer Zeit, in der die künstlerische Fotografie überwiegend in Schwarz-Weiß gehalten war. Seine Bilder zeigen Arbeiter, Neonlichter, alte Werbeschilder und belebte Straßenszenen und vermitteln so ein lebendiges Bild des urbanen Lebens. Nachdem seine Arbeiten lange Zeit wenig Beachtung fanden, erlangte Herzog ab den 2000er-Jahren internationale Anerkennung und gilt heute als Pionier der Farbfotografie.

## Leben und Werk

### Kindheit und Jugend
Fred Herzog wurde 1930 als Ulrich Herzog in der württembergischen Kleinstadt Bad Friedrichshall in der Nähe von Stuttgart geboren. Sein gleichnamiger Vater Ulrich arbeitete vor dem Zweiten Weltkrieg als Lehrtechniker bei der Deutschen Aluminiumzentrale, seine Mutter Erna war Hausfrau. Sie starb 1941 unerwartet an Paratyphus, einer durch Salmonellen ausgelösten Infektionskrankheit. Als auch sein Vater nur fünf Jahre später starb, begann Herzog in der Eisenwarenhandlung seiner Großeltern zu arbeiten und entdeckte gleichzeitig sein Interesse an der Fotografie.

### Auswanderung nach Kanada

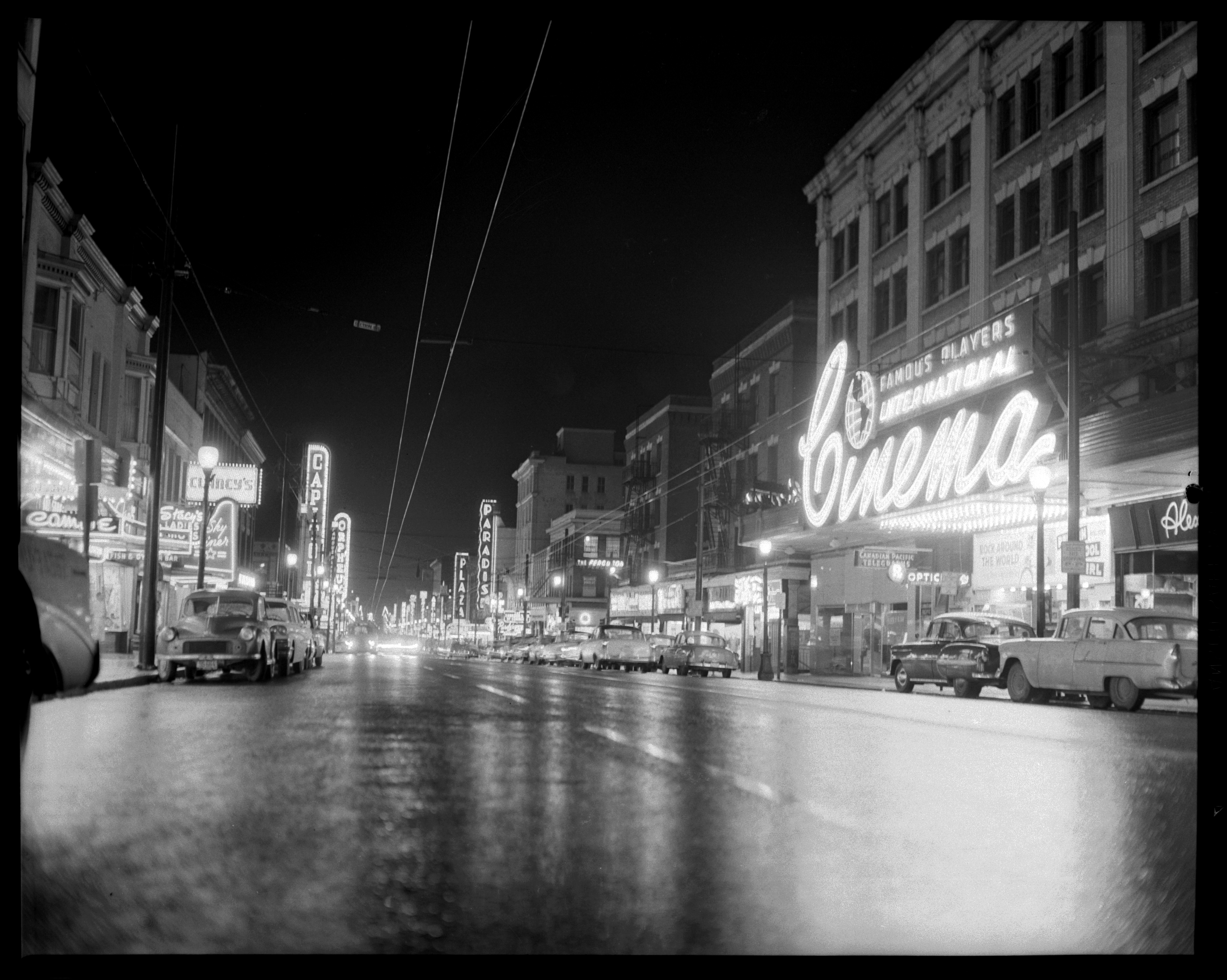
Granville Street, Vancouver, in einer Aufnahme von William Roozeboom aus dem Jahr 1958. Die Straße liegt in Downtown Vancouver, wo Herzog einen Großteil seiner Fotos erstellte.

1952 verließ Herzog das immer noch vom Krieg gezeichnete Deutschland. Er bestieg ein Schiff nach Montreal und reiste dann mit dem Zug weiter nach Toronto. Hans-Michael Kötzle berichtet von einem Gespräch mit Herzog im Jahr 2014, in dem dieser erzählte, ein Brief eines Bekannten seines Onkels, der nach Kanada ausgewandert war und dort einen jungen Mitarbeiter suchte, habe ihn zu diesem Schritt bewogen. In seiner ersten Zeit in Kanada nahm Herzog verschiedene Jobs an, beschäftigte sich aber auch weiterhin mit der Fotografie. Im Mai 1953 siedelte er nach Vancouver über. Weil die Kanadier ein Problem mit der Aussprache seines Vornamens hatten, nannte er sich zunächst „Fritz“ und schließlich „Fred“.

### Als Fotograf in Vancouver
Noch in Toronto hatte Herzog von einem Freund die Grundlagen der medizinischen Fotografie gelernt. Vier Jahre nach seiner Ankunft in Kanada nahm er dann zunächst eine Stelle als medizinischer Fotograf im St. Paul’s Hospital in Vancouver an. Zugleich begann er, das Leben auf den Straßen der Stadt mit seiner Leica M3 festzuhalten. Ab dem Jahr 1957 verwendete er dabei den Diafilm Kodachrome, der bis heute für seine hohe Schärfe, Feinkörnigkeit und lebendigen Farben bekannt ist. Lange bevor die Farbfotografie als ernsthaftes Medium galt, nutzte Herzog den im Vergleich zu Schwarz-Weiß-Filmen teuren Kodachrome-Film für seine Aufnahmen von Neonlichtern, farbigen Werbeschildern, leuchtenden Farbanstrichen und farbenfrohen Textilien in den Straßen von Vancouver.
Von 1961 bis 1990 arbeitete Herzog als Direktor der Foto- und Filmabteilung am Bereich Biomedizinische Kommunikation der University of British Columbia. Einen großen Teil seiner Abende und Wochenenden verbrachte er mit dem Fotografieren von Straßenszenen in der Downtown Eastside von Vancouver. Laut eigenen Angaben fertigte er auf diese Weise insgesamt mehr als 100.000 Farbaufnahmen an. Seine Bilder entstanden in der klassischen Art der Straßenfotografie: Herzog flanierte durch die Stadt und fotografierte – weitgehend unbemerkt – Menschen, die in der geschäftigen Hafenstadt ihrem Alltag nachgingen. Gleichzeitig dokumentierte er Arbeiterwohnviertel und die Innenstadt Vancouvers, bevor sie im Lauf der Jahre umgestaltet und modernisiert wurden.
Erste Beachtung erfuhr Herzog auf lokaler Ebene. Von 1968 bis 1974 lehrte er Fotografie an der Kunstfakultät der Simon Fraser University und der University of British Columbia. 1968 wählte die Zeitschrift artscanada eine seiner Aufnahmen als Titelfoto aus und im selben Jahr nahm er erstmalig an einer Gruppenausstellung, Extensions, teil. 1972 folgte seine erste Einzelausstellung und vier Jahre später fanden einige seiner Bilder Aufnahme in den Fotoband The City of Vancouver.

### Internationaler Durchbruch und letzte Jahre
Herzogs internationaler Durchbruch als weit beachteter Fotograf kam allerdings erst in den 2000er-Jahren. Bis zu diesem Zeitpunkt konnten von Kodachrome-Farbdiapositiven keine ausreichend hochwertigen Abzüge angefertigt werden. Dies änderte sich mit der Verfügbarkeit von digitalen Scanverfahren und Tintenstrahldruckern, mit denen bessere Ergebnisse erzielt werden konnten als mit traditionellen Abzügen auf Ilfochrome-Fotopapier. 2007 zeigte die Vancouver Art Gallery eine umfassende Werkschau der Arbeiten Herzogs, die ihn über Nacht berühmt machte. Weitere Ausstellungen in Paris, Toulouse, New York, Calgary, Berlin und Ottawa folgten und sicherten Herzog die Anerkennung als einer der Pioniere der Farbfotografie.
Im Jahr 2010 erhielt Herzog einen Ehrendoktor der Emily Carr University of Art and Design. 2014 wurde er mit dem Audain Prize for Lifetime Achievement in the Visual Arts ausgezeichnet und im selben Jahr verwendete die kanadische Post Herzogs Foto „Bogner’s Grocery“ aus dem Jahr 1960 auf einer Briefmarke. Im Jahr 2019, rund sechs Jahre nach dem Tod seiner ebenfalls deutschstämmigen Frau Christel, starb Fred Herzog kurz vor seinem 89. Geburtstag in seiner Wahlheimat Vancouver.

## Ausstellungen
Bereits vor der Präsentation seiner Bilder in Ausstellungen war Herzog im Rahmen von Diashows in der lokalen Fotografenszene von Vancouver präsent. Hans-Michael Kötzle verweist auf den Umstand, dass Herzog seit 1957 an solchen Diashows im Lion’s Gate Camera Club, im Arts Club, in der Fine Arts Gallery der University of British Columbia und im Kunstkreis von Lawren Harris und dessen Frau teilnahm. Die Diashow war damals eine gängige Methode, Fotografien im Kreise anderer Künstler zu zeigen. Seinen Studenten dagegen zeigte Herzog laut David Campany nur selten eigene Aufnahmen.
Herzogs erste Gruppenausstellung war Vancouver Between the Eyes in der Vancouver Art Gallery im Jahr 1966. Zwei Jahre später stellte er seine Arbeiten in Form von Diavorführungen im Rahmen der Veranstaltung Intermedia Nights am selben Ort vor. Die Gruppenausstellung Extensions, an der Herzog 1969 mit sechsunddreißig Abzügen teilnahm, wurde zunächst in der National Gallery of Canada und dann im ganzen Land gezeigt, wodurch Herzog einem breiteren Publikum bekannt wurde. Im Jahr 1972 folgte dann unter dem Titel Fred Herzog in der Mind’s Eye Gallery in Vancouver seine erste Einzelausstellung.
Weitere Ausstellungen zu Lebzeiten Herzogs waren ([E] = Einzelausstellung, [G] = Gruppenausstellung):
| - In Transition: Postwar Photography in Vancouver (1986), Presentation House Gallery, North Vancouver [G] - The Just Past of Photography (1994), Presentation House Gallery, North Vancouver [G] - New Cibachromes (1994), Photobase Gallery, Vancouver [G] - Fred Herzog: Cibachromes of Vancouver (1994), Graham Milne Gallery, Vancouver [G] - Vancouver Collects – From Sun Pictures to Photoconceptualism: Photography from Local Collections (2001), Vancouver Art Gallery, Vancouver [G] - Unfinished Business: Vancouver Street Photographs 1955 to 1985 (2003), Presentation House Gallery, North Vancouver [G] - The Sixties in Canada (2005), National Gallery of Canada, Ottawa [G] - Place (2006), Evergreen Cultural Centre, Coquitlam [G] - Fred Herzog: Vancouver Photographs (2007), Vancouver Art Gallery, Vancouver [E] - Fred Herzog: Colour Photographs 1950s–60s (2007), Equinox Gallery, Vancouver [E] - Fred Herzog: Colour Photographs (2008), Equinox Gallery, Vancouver [E] - Fred Herzog: Vancouver Color (2008), Laurence Miller Gallery, New York [E] - Fred Herzog: Vancouver (2008), Canadian Cultural Centre, Paris [E] - Fred Herzog (2008), La Galerie du Château d’Eau, Toulouse [E] - 25th Anniversary (2009), Laurence Miller Gallery, New York [G] - Fred Herzog: Locations (2009), Equinox Gallery, Vancouver [E] - Snow (2010), Equinox Gallery, Vancouver [G] - Visions of British Columbia (2010), Vancouver Art Gallery, Vancouver [G] - Whispers and Shadows (2010), Laurence Miller Gallery, New York [G] - Fred Herzog: Pictures (2010), Trépanier Baer Gallery, Calgary [E] - Fred Herzog: Photographs (2010), C/O Berlin, Berlin [E] - Fred Herzog: Reading Pictures (2011), Equinox Gallery, Vancouver [E] - Fred Herzog: Vancouver (2011), Museum of Contemporary Canadian Art, Toronto [E] - Fred Herzog: Street Photography (2011), National Gallery of Canada, Ottawa [E] | - Urbanatics: The city seen and unseen (2011), Laurence Miller Gallery, New York [G] - Fred Herzog: Photographs (2012), Museum für Photographie, Braunschweig [E] - Man made color (2012), Laurence Miller Gallery, New York [G] - Fred Herzog: A Retrospective (2012), Equinox Gallery, Vancouver [E] - Fred Herzog: In Color (2012), Laurence Miller Gallery, New York [E] - Wet (2013), Laurence Miller Gallery, New York [G] - Auto-Motive: World From the Windshield (2013), Oakville Galleries in Gairloch Gardens, Oakville [G] - Thirty Years: Thirty-One Photographers (2014), Laurence Miller Gallery, New York [G] - Augen auf! 100 Jahre Leica Fotografie / Eyes Wide Open! 100 Years of Leica Photography (2014), Haus der Photographie, Hamburg [G] - Hot & Cold. A group exhibition that compliments the themes of Simone Rosenbauer (2015), Laurence Miller Gallery, New York [G] - Fred Herzog: Water’s Edge (2016), Equinox Gallery, Vancouver [E] - Counterpoints: Photography Through the Lens of Toronto Collections (2016), Art Museum at the University of Toronto, Toronto [G] - An Agreeable State of Uncertainty (2016), Vancouver Art Gallery, Vancouver [G] - Fred Herzog: Selections from Modern Color (2017), Equinox Gallery, Vancouver [E] - Photography in Canada: 1960–2000 (2017), National Gallery of Canada, Ottawa [G] - Browse… Circles (2017), Laurence Miller Gallery, New York [G] - N. Vancouver (2017), The Polygon Gallery, North Vancouver [G] - Fred Herzog: Modern Color (2018), Laurence Miller Gallery, New York [E] - La Ville Miroir (2018), Les Douches La Galerie, Paris [G] - ReCollection – 35th Anniversary Exhibition. Recent acquisitions and pivotal works from gallery artists (2019), Laurence Miller Gallery, New York [G] - Primary Colour. Early Street Photography (2019), Equinox Gallery, Vancouver [G] |

Herzogs letzte Einzelausstellung zu Lebzeiten wurde im Juli und August 2018 unter dem Titel Fred Herzog: Modern Color in der Laurence Miller Gallery in New York gezeigt. In der Ausstellung waren 20 seiner zwischen 1957 und 1986 entstandenen Fotografien als archivfeste Pigmentdrucke zu sehen. Ein Buch unter demselben Titel war bereits ein Jahr zuvor im deutschen Kunstverlag Hatje Cantz erschienen. Der Kunstsammler und Publizist Loring Knoblauch schrieb zu der New Yorker Ausstellung: „In vielerlei Hinsicht stehen Herzogs Straßenfotografien außerhalb des Kontexts der amerikanischen Farbfotografie des 20. Jahrhunderts – oder sie lassen sich vielleicht als eine parallele oder angrenzende Kategorie begreifen.“ Anders als die Werke anderer Fotografen, so Knoblauch, reduzierten Herzogs Aufnahmen die Straßenszenen „nie auf reine Abstraktion – fast immer sind Menschen anwesend, was der visuellen Kakophonie sowohl Kontext als auch Kontrapunkt verleiht.“ Knoblauch resümiert: „Letztlich haftet Herzogs Farbbildern eine nostalgische Stimmung an, die ganz und gar unschuldig wirkt (und dadurch ein wenig aus der Zeit gefallen scheint) – die Aufnahmen sind nicht offenkundig mit konzeptuellen Ideen, kunsttheoretischen Bezügen oder ironischer Distanz aufgeladen.“

## Rezeption
In der Literatur zu Fred Herzog werden zwei Aspekte seiner Arbeit hervorgehoben. Helga Pakasaar (2009) und später auch Jeff Wall (2012) und David Campany (2016) sehen Herzogs Arbeiten als fotografische Dokumentation der städtebaulichen Veränderungen in Vancouver während einer Zeit, in der sich das Gesicht der Stadt tiefgreifend veränderte. Wall verweist in diesem Zusammenhang darauf, dass das alte Vancouver vor 1970 von Holzhäusern, niedrig bebauten Straßenzügen und einem noch nicht vollständig verdichteten städtischen Raum geprägt war. Dann, so Wall in seiner Analyse aus dem Jahr 2012, habe „eine Kombination aus Bodenspekulation, städtischer Zonierung und Umzonierung, beschleunigter Suburbanisierung sowie neuen Geschmacksstandards in Bezug auf Bautypen und Materialien […] zu der enttäuschenden Stadt geführt, in der wir heute leben.“ Wall konstatiert: „Herzogs einfühlsame Reportage entstand aus einem Gespür für Orte und Strukturen“. David Campany greift diesen Gedanken 2016 auf und sieht in Herzog den „wachen Beobachter“, der mit „fotografischer Zurückhaltung“ und unter Verwendung einfacher Mittel Bilder von „großem sozialen und historischen Interesse“ hervorbrachte. Campany resümiert: „In der Geschichte des Mediums kam kaum ein anderes Œuvre auf dem Gebiet der Fotografie der Vielfalt dieses umfassenden Stadtporträts von Herzog nahe“.
Der zweite Kontext, in den Herzogs Arbeiten eingeordnet werden, ist die Geschichte der Farbfotografie. Fred Herzog selbst gab in einem 2007 veröffentlichten Interview an, die Verwendung von Farbe erleichtere es ihm, „fotorealistische“ Ergebnisse zu erzielen. Claudia Gochmann (2011) greift diesen dokumentarischen Aspekt auf, weist aber darauf hin, dass Farbe in der Fotografie darüber hinaus auch eine eigene Wirkmächtigkeit entfaltet: „Obwohl Herzogs Einsatz von Farbe zunächst als ein Hilfsmittel zur Präzisierung in Dokumentarfotografien gedacht war, kann er als ein frühes Beispiel für die einzigartigen bildnerischen Qualitäten und Möglichkeiten des Mediums der Farbfotografie betrachtet werden. Sein virtuoser Umgang mit Farbe ist ein früher Beleg dafür, dass die Farbfotografie eigenen Gesetzmäßigkeiten folgt und dass Farbe für die Wirkung eines Fotos ebenso entscheidend ist wie dessen Komposition und Inhalt.“ Als Herzog in den 1950er Jahren anfing, mit Kodachrome-Farbfilm zu arbeiten, galten in der künstlerischen Fotografie Schwarz-Weiß-Aufnahmen als der gängige Maßstab. Die kostspielige und drucktechnisch anspruchsvollere Verwendung von Farbe war der Werbe- und Modefotografie vorbehalten. Selbst als Zeitschriften und Magazine im Zuge der 1960er Jahre allmählich größere Farbstrecken druckten, dominierte in der künstlerischen Fotografie immer noch Schwarz-Weiß. Auf den Titel von Sally Eauclaires 1981 erschienenen Standardwerk anspielend, schreibt Hans-Michael Kötzle 2016, Herzog habe „früher als alle, die heute unter dem viel zitierten Begriff »New Color« gehandelt werden, die Farbe als Medium entdeckt.“, allerdings fehle sein Name „in wesentlichen, immer wieder zitierten und damit meinungsgebenden Publikationen“. Deshalb, so Kötzles Resümee, müsse „mit Fred Herzog […] die Geschichte der Fotografie neu geschrieben werden. Zumindest das vergleichsweise junge Kapitel zum Thema Farbe, genauer: zur künstlerischen Verwendung der Farbe, bedarf der Überarbeitung und kann sich über einen Neuankömmling freuen, den künftige Historiker schwerlich werden ignorieren können.“

## Sammlermarkt
Eine lebhafte Auktionsaktivität und hohe Verkaufserlöse deuten darauf hin, dass das Sammeln von Fotografien Fred Herzogs seit seinem Tod unter Kunstsammlern und Fotografiebegeisterten stark an Bedeutung gewonnen hat. Dabei wurden seine Fotografien erst mit dem Aufkommen hochwertiger digitaler Druckverfahren ab den frühen 2000er-Jahren als Pigmentdrucke in limitierten Auflagen zugänglich gemacht. Diese Drucke, meist in Editionen von 20 Exemplaren, werden heute über die Equinox Gallery in Vancouver vertrieben und erzielen im Kunstmarkt teils fünfstellige Beträge. So wurde für Herzogs Foto Man with Bandage bei Heffel, einem der führenden Kunstauktionshäusern Kanadas, im Jahr 2020 ein Erlös von 25.000 kanadischen Dollar erzielt.